# Continental Basketball Association 1989-1990
La stagione CBA 1989-90 fu la 44ª della Continental Basketball Association. Parteciparono 16 squadre divise in quattro gironi.
Rispetto alla stagione precedente si aggiunsero i Grand Rapids Hoops, i San Jose Jammers, i Santa Barbara Islanders e i Sioux Falls Skyforce. I Charleston Gunners e i Rochester Flyers si trasferirono rispettivamente a Columbus e a Omaha, cambiando nome in Columbus Horizon e Omaha Racers.

## Squadre partecipanti
- Albany Patroons
- C.R. Silver Bullets
- Columbus Horizon
- Gr. Rapids Hoops
- La Crosse Catbirds
- Omaha Racers
- Pensacola Torn.s
- Quad City Thunder
- Rapid City Thrillers
- Rockford Lightning
- San Jose Jammers
- S.B. Islanders
- S. Falls Skyforce
- Topeka Sizzlers
- Tulsa Fast Breakers
- Wichita F. Texans

## Classifiche

### American Conference

#### Eastern Division
| Squadra            | V  | P  | QW    | PTS   |
| ------------------ | -- | -- | ----- | ----- |
| Albany Patroons    | 41 | 15 | 136,5 | 259,5 |
| Pensacola Tornados | 32 | 24 | 116,5 | 212,5 |
| Grand Rapids Hoops | 26 | 30 | 110,5 | 188,5 |
| Columbus Horizon   | 18 | 38 | 97,0  | 151,0 |

#### Central Division
| Squadra                     | V  | P  | QW    | PTS   |
| --------------------------- | -- | -- | ----- | ----- |
| La Crosse Catbirds          | 42 | 14 | 127,5 | 253,5 |
| Quad City Thunder           | 34 | 22 | 130,5 | 232,5 |
| Cedar Rapids Silver Bullets | 25 | 31 | 110,0 | 185,0 |
| Rockford Lightning          | 22 | 34 | 108,5 | 174,5 |

### National Conference

#### Midwest Division
| Squadra              | V  | P  | QW    | PTS   |
| -------------------- | -- | -- | ----- | ----- |
| Rapid City Thrillers | 42 | 14 | 123,5 | 249,5 |
| Omaha Racers         | 29 | 27 | 118,0 | 205,0 |
| Sioux Falls Skyforce | 20 | 36 | 101,0 | 161,0 |
| Topeka Sizzlers      | 10 | 46 | 85,0  | 115,0 |

#### Western Division
| Squadra                 | V  | P  | QW    | PTS   |
| ----------------------- | -- | -- | ----- | ----- |
| Santa Barbara Islanders | 37 | 19 | 112,0 | 223,0 |
| Tulsa Fast Breakers     | 31 | 25 | 117,0 | 210,0 |
| San Jose Jammers        | 23 | 33 | 106,5 | 175,5 |
| Wichita Falls Texans    | 16 | 40 | 92,0  | 140,0 |

## Play-off

### Primo turno
| 16 marzo | Grand Rapids Hoops | 114 – 98 | Pensacola Tornados |  |

| 19 marzo | Pensacola Tornados | 117 – 103 | Grand Rapids Hoops |  |

| 20 marzo | Pensacola Tornados | 121 – 109 | Grand Rapids Hoops |  |

| 16 marzo | San Jose Jammers | 140 – 120 | Omaha Racers |  |

| 18 marzo | Omaha Racers | 141 – 127 | San Jose Jammers |  |

| 20 marzo | Omaha Racers | 120 – 128 | San Jose Jammers |  |

### Semifinali di conference
| 21 marzo | La Crosse Catbirds | 124 – 104 | Quad City Thunder |  |

| 22 marzo | La Crosse Catbirds | 117 – 103 | Quad City Thunder |  |

| 24 marzo | Quad City Thunder | 124 – 136 | La Crosse Catbirds |  |

| 22 marzo | Albany Patroons | 117 – 123 | Pensacola Tornados |  |

| 23 marzo | Albany Patroons | 127 – 128 (d.2t.s.) | Pensacola Tornados |  |

| 26 marzo | Pensacola Tornados | 107 – 145 | Albany Patroons |  |

| 27 marzo | Pensacola Tornados | 133 – 137 (d.1t.s.) | Albany Patroons |  |

| 29 marzo | Albany Patroons | 134 – 86 | Pensacola Tornados |  |

| 21 marzo | Santa Barbara Islanders | 103 – 115 | Tulsa Fast Breakers |  |

| 22 marzo | Santa Barbara Islanders | 137 – 133 (d.1t.s.) | Tulsa Fast Breakers |  |

| 26 marzo | Tulsa Fast Breakers | 116 – 118 (d.1t.s.) | Santa Barbara Islanders |  |

| 27 marzo | Tulsa Fast Breakers | 109 – 105 | Santa Barbara Islanders |  |

| 30 marzo | Santa Barbara Islanders | 121 – 116 | Tulsa Fast Breakers |  |

| 23 marzo | Rapid City Thrillers | 126 – 93 | San Jose Jammers |  |

| 24 marzo | Rapid City Thrillers | 119 – 131 | San Jose Jammers |  |

| 27 marzo | San Jose Jammers | 97 – 98 | Rapid City Thrillers |  |

| 28 marzo | San Jose Jammers | 121 – 113 | Rapid City Thrillers |  |

| 30 marzo | Rapid City Thrillers | 143 – 107 | San Jose Jammers |  |

### Finali di conference
| 31 marzo | Albany Patroons | 93 – 108 | La Crosse Catbirds |  |

| 2 aprile | Albany Patroons | 116 – 105 | La Crosse Catbirds |  |

| 4 aprile | La Crosse Catbirds | 103 – 112 | Albany Patroons |  |

| 6 aprile | La Crosse Catbirds | 120 – 92 | Albany Patroons |  |

| 7 aprile | La Crosse Catbirds | 102 – 100 | Albany Patroons |  |

| 9 aprile | Albany Patroons | 113 – 99 | La Crosse Catbirds |  |

| 10 aprile | Albany Patroons | 99 – 104 (d.1t.s.) | La Crosse Catbirds |  |

| 1º aprile | Rapid City Thrillers | 110 – 116 | Santa Barbara Islanders |  |

| 3 aprile | Rapid City Thrillers | 122 – 110 | Santa Barbara Islanders |  |

| 5 aprile | Santa Barbara Islanders | 119 – 111 | Rapid City Thrillers |  |

| 7 aprile | Santa Barbara Islanders | 117 – 119 | Rapid City Thrillers |  |

| 8 aprile | Santa Barbara Islanders | 100 – 127 | Rapid City Thrillers |  |

| 10 aprile | Rapid City Thrillers | 140 – 97 | Santa Barbara Islanders |  |

### Finale CBA
| 13 aprile | La Crosse Catbirds | 128 – 109 | Rapid City Thrillers |  |

| 15 aprile | La Crosse Catbirds | 111 – 97 | Rapid City Thrillers |  |

| 18 aprile | Rapid City Thrillers | 127 – 109 | La Crosse Catbirds |  |

| 21 aprile | Rapid City Thrillers | 105 – 114 | La Crosse Catbirds |  |

| 23 aprile | Rapid City Thrillers | 101 – 113 | La Crosse Catbirds |  |

### Tabellone
|  | Primo turno | Primo turno  | Primo turno   |            |       | Semifinali di conference | Semifinali di conference | Semifinali di conference |   |    | Finali di conference | Finali di conference | Finali di conference |   |  | Finale CBA | Finale CBA | Finale CBA |
|  |             |              |               |            |       |                          |                          |                          |   |    |                      |                      |                      |   |  |            |            |            |
|  |             |              |               |            |       |                          |                          |                          |   |    |                      |                      |                      |   |  |            |            |            |
|  |             | 1a           | Albany        | 3          |       |                          |                          |                          |   |    |                      |                      |                      |   |  |            |            |            |
|  |             |              |               | 3          |       |                          |                          |                          |   |    |                      |                      |                      |   |  |            |            |            |
|  |             |              | 4a            | Pensacola  | 2     |                          |                          |                          |   |    |                      |                      |                      |   |  |            |            |            |
|  | 5a          | Grand Rapids | 4a            | Pensacola  | 2     | 1                        |                          |                          |   |    |                      |                      |                      |   |  |            |            |            |
|  | 5a          | Grand Rapids |               |            |       | 1                        |                          |                          |   |    |                      |                      |                      |   |  |            |            |            |
|  | 4a          | Pensacola    | 2             |            |       |                          |                          |                          |   |    |                      |                      |                      |   |  |            |            |            |
|  | 4a          | Pensacola    | 2             |            |       |                          |                          |                          |   | 1a | Albany               | 3                    |                      |   |  |            |            |            |
|  |             |              |               |            |       |                          |                          |                          |   | 1a | Albany               | 3                    |                      |   |  |            |            |            |
|  |             | 2a           | La Crosse     | 4          |       |                          |                          |                          |   |    |                      |                      |                      |   |  |            |            |            |
|  |             | 2a           | La Crosse     | 4          |       |                          |                          |                          |   |    |                      |                      |                      |   |  |            |            |            |
|  |             |              |               |            |       |                          |                          |                          |   |    |                      |                      |                      |   |  |            |            |            |
|  |             |              |               |            |       |                          |                          |                          |   |    |                      |                      |                      |   |  |            |            |            |
|  |             | 3a           | Quad City     | 0          |       |                          |                          |                          |   |    |                      |                      |                      |   |  |            |            |            |
|  |             |              |               | 0          |       |                          |                          |                          |   |    |                      |                      |                      |   |  |            |            |            |
|  |             |              | 2a            | La Crosse  | 3     |                          |                          |                          |   |    |                      |                      |                      |   |  |            |            |            |
|  |             |              | 2a            | La Crosse  | 3     |                          |                          |                          |   |    |                      |                      |                      |   |  |            |            |            |
|  |             |              |               |            |       |                          |                          |                          |   |    |                      |                      |                      |   |  |            |            |            |
|  |             |              |               |            |       |                          |                          |                          |   |    |                      |                      |                      |   |  |            |            |            |
|  |             |              |               |            |       |                          |                          |                          |   |    |                      | 2a                   | La Crosse            | 4 |  |            |            |            |
|  |             |              |               |            |       |                          |                          |                          |   |    |                      |                      |                      |   |  |            |            |            |
|  |             | 1n           | Rapid City    | 1          |       |                          |                          |                          |   |    |                      |                      |                      |   |  |            |            |            |
|  |             | 1n           | Rapid City    | 1          |       |                          |                          |                          |   |    |                      |                      |                      |   |  |            |            |            |
|  |             |              |               |            |       |                          |                          |                          |   |    |                      |                      |                      |   |  |            |            |            |
|  |             |              |               |            |       |                          |                          |                          |   |    |                      |                      |                      |   |  |            |            |            |
|  |             | 2n           | Santa Barbara | 3          |       |                          |                          |                          |   |    |                      |                      |                      |   |  |            |            |            |
|  |             |              |               | 3          |       |                          |                          |                          |   |    |                      |                      |                      |   |  |            |            |            |
|  |             |              | 3n            | Tulsa      | 2     |                          |                          |                          |   |    |                      |                      |                      |   |  |            |            |            |
|  |             |              | 3n            | Tulsa      | 2     |                          |                          |                          |   |    |                      |                      |                      |   |  |            |            |            |
|  |             |              |               |            |       |                          |                          |                          |   |    |                      |                      |                      |   |  |            |            |            |
|  |             |              |               |            |       |                          |                          |                          |   |    |                      |                      |                      |   |  |            |            |            |
|  |             |              |               |            |       |                          | 2n                       | Santa Barbara            | 2 |    |                      |                      |                      |   |  |            |            |            |
|  |             |              |               |            |       |                          |                          |                          | 2 |    |                      |                      |                      |   |  |            |            |            |
|  |             | 1n           | Rapid City    | 4          |       |                          |                          |                          |   |    |                      |                      |                      |   |  |            |            |            |
|  | 4n          | 1n           | Rapid City    | 4          | Omaha | 1                        |                          |                          |   |    |                      |                      |                      |   |  |            |            |            |
|  | 4n          |              |               |            | Omaha | 1                        |                          |                          |   |    |                      |                      |                      |   |  |            |            |            |
|  | 5n          | San Jose     | 2             |            |       |                          |                          |                          |   |    |                      |                      |                      |   |  |            |            |            |
|  | 5n          | San Jose     | 2             |            | 5n    | San Jose                 | 2                        |                          |   |    |                      |                      |                      |   |  |            |            |            |
|  |             |              |               |            | 5n    | San Jose                 | 2                        |                          |   |    |                      |                      |                      |   |  |            |            |            |
|  |             |              | 1n            | Rapid City | 3     |                          |                          |                          |   |    |                      |                      |                      |   |  |            |            |            |
|  |             |              | 1n            | Rapid City | 3     |                          |                          |                          |   |    |                      |                      |                      |   |  |            |            |            |
|  |             |              |               |            |       |                          |                          |                          |   |    |                      |                      |                      |   |  |            |            |            |

## Vincitore
| Campione CBA 1990              |
| ------------------------------ |
| La Crosse Catbirds (1º titolo) |

## Statistiche
| Categoria             | Giocatore        | Squadra                 | Stat |
| --------------------- | ---------------- | ----------------------- | ---- |
| Punti per gara        | Derrick Gervin   | Santa Barbara Islanders | 31,7 |
| Rimbalzi per gara     | David Boone      | San Jose Jammers        | 13,6 |
| Assist per gara       | Corey Gaines     | Omaha Racers            | 11,6 |
| Palle rubate per gara | Brent Carmichael | Rockford Lightning      | 2,9  |
| Stoppate per gara     | Ozell Jones      | Tulsa Fast Breakers     | 2,9  |
| FG%                   | Jarvis Basnight  | Rapid City Thrillers    | 60,7 |
| FT%                   | Fred Cofield     | Rockford Lightning      | 89,5 |

## Premi CBA
- CBA Most Valuable Player: Vincent Askew, Albany Patroons
- CBA Coach of the Year: Gerald Oliver, Albany Patroons
- CBA Newcomer of the Year: Duane Ferrell, Topeka Sizzlers
- CBA Rookie of the Year: Clifford Lett, Pensacola Tornados
- CBA Executive of the Year: Ron Minegar, La Crosse Catbirds
- CBA Playoff MVP: Andre Turner, La Crosse Catbirds
- All-CBA First Team
  - Conner Henry, Rapid City Thrillers
  - Mark Wade, Pensacola Tornados
  - Jim Rowinski, Topeka Sizzlers
  - Derrick Gervin, Santa Barbara Islanders
  - Vincent Askew, Albany Patroons
- All-CBA Second Team
  - Cedric Hunter, Santa Barbara Islanders
  - Leon Wood, Santa Barbara Islanders
  - Ozell Jones, Tulsa Fast Breakers
  - Bill Jones, Quad City Thunder
  - Duane Ferrell, Topeka Sizzlers
- CBA All-Defensive First Team
  - Clifford Lett, Pensacola Tornados
  - Clinton Smith, Albany Patroons
  - Ozell Jones, Tulsa Fast Breakers
  - Carlos Clark, La Crosse Catbirds
  - Ron Spivey, Tulsa Fast Breakers
- CBA All-Rookie First Team
  - Haywoode Workman, Topeka Sizzlers
  - Clifford Lett, Pensacola Tornados
  - Raymond Brown, Rapid City Thrillers
  - William Hunter, Omaha Racers
  - Roland Gray, Omaha Racers